# アンリエット・ド・ベルジック
アンリエット・マリー・シャルロット・アントワネット・ド・ベルジック（Henriette Marie Charlotte Antoinette de Belgique, 1870年11月30日 - 1948年3月28日）は、ベルギーの王族。
ベルギー王レオポルド2世の弟フランドル伯フィリップと、その妻のホーエンツォレルン＝ジグマリンゲン侯の娘マリア・フォン・ホーエンツォレルン＝ジグマリンゲンの間に生まれた長女。アルベール1世の長姉。

## 子女
1895年2月12日、ブリュッセルにおいてオルレアン家のヴァンドーム公エマニュエル・ドルレアンと結婚し、間に4人の子女をもうけた。
- マリー＝ルイーズ（1897年 - 1973年） - 1916年両シチリア王子フィリッポと結婚（1925年離婚）
- ソフィー（1898年 - 1928年）
- ジュヌヴィエーヴ（1901年 - 1983年） - 1923年アントワーヌ・ド・シャポネ侯爵と結婚
- シャルル＝フィリップ（1905年 - 1970年） - ヌムール公、1928年マーガレット・ワトソンと結婚